# Paço Vedro de Magalhães
Paço Vedro de Magalhães ist ein Ort und eine ehemalige Gemeinde (Freguesia) im nordportugiesischen Kreis Ponte da Barca. Die Gemeinde hatte 965 Einwohner (Stand 30. Juni 2011).
Am 29. September 2013 wurden die Gemeinden Paço Vedro de Magalhães, Ponte da Barca und Vila Nova de Muía zur neuen Gemeinde União das Freguesias de Ponte da Barca, Vila Nova de Muía e Paço Vedro de Magalhães zusammengeschlossen.